# Superliga de voleibol 2024-25
La Superliga Masculina de Voleibol de España 2024-25 (también conocida como SVM o Superliga) es la 61ª edición de la máxima categoría del voleibol español. Esta edición de la Superliga Masculina de Voleibol consta de dos fases: la liga regular y los Play Offs por el título. El torneo lo organiza la Real Federación Española de Voleibol (RFEVb) contando con un total de 12 equipos que lo disputan.

## Sistema de competición
Consta de un grupo único integrado por doce clubes de toda la geografía española. Primero, siguiendo un sistema de liga regular, los doce equipos se enfrentan todos contra todos en dos ocasiones, una en campo propio y otra en campo contrario, sumando un total de 22 jornadas. El orden de los encuentros se decide por sorteo antes de empezar la competición. La clasificación final se establece teniendo en cuenta los puntos obtenidos en cada enfrentamiento, a razón de tres por partido ganado con un resultado de 3-1 o 3-0, dos por partido ganado por 3-2, uno por partido perdido por 2-3 y ninguno en caso de perder por 1-3 o 0-3.
Los primeros ocho clasificados juegan un playoff por el título y los dos últimos clasificados descienden a Superliga 2.
Clasificación para la Copa de S.M. El Rey
La RFEVB da la posibilidad de clasificarse para la Copa del Rey de Voleibol a los equipos que ocupan las 7 primeras plazas de la clasificación al finalizar la primera vuelta (13 partidos) y al equipo organizador, o en el caso de que no haya a los 8 primeros en la primera vuelta, de participar en la Copa del Rey de Voleibol 2025.
Clasificación para competiciones continentales
La CEV otorga a la Superliga española 2 plazas de clasificación para competiciones continentales, que se distribuyen de la siguiente forma:
- El campeón de los Play Offs y por lo tanto de la Superliga acceden a disputar la tercera ronda de clasificación a CEV Champions League. En caso de perder, jugaría los sesenta y cuatroavos de final de la CEV Cup.
- El subcampeón de la Superliga accede a disputar los treintaidosavos de final de la Challenge Cup.

## Equipos participantes

### Equipos por comunidad autónoma
| N.° | Comunidad autónoma         | Equipos                                                                  |
| --- | -------------------------- | ------------------------------------------------------------------------ |
| 3   | Islas Canarias             | Club Voleibol Guaguas, Cisneros Alter Tenerife y Club Voleibol San Roque |
| 2   | Islas Baleares             | Club Vóley Palma y Comectabalear CV Manacor                              |
| 1   | Galicia                    | Arenal Emevé                                                             |
| 1   | Comunidad Valenciana       | UPV Léleman Conqueridor Valencia                                         |
| 1   | Aragón                     | Pamesa Voleibol Teruel                                                   |
| 1   | Castilla y León            | Grupo Herce Soria                                                        |
| 1   | Andalucía                  | Unicaja Costa de Almería                                                 |
| 1   | Ciudad Autónoma de Melilla | Melilla Sport Capital                                                    |
| 1   | Cataluña                   | Tarragona SPiSP                                                          |

### Ascensos y descensos
Un total de 12 equipos disputan la Superliga: los 10 clasificados de la Superliga de voleibol 2023-24 y los finalistas de la Superliga 2 Masculina de Voleibol de España 2023-24.
| Pos. | Descendidos de Superliga |
| ---- | ------------------------ |
| 11.º | Club Vóley Palma         |
| 12.º | C.V. Villena Petrer      |

| Pos.            | Ascendidos de Superliga 2 |
| --------------- | ------------------------- |
| 1.º C           | Tarragona SPiSP           |
| Cesión de plaza | Club Voleibol Palma       |

### Información de los equipos
| Equipo                                | Nombre en competición        | Sede                       | Comunidad autónoma   | Entrenador               | Pabellón                                | Capacidad | Proveedor  |
| ------------------------------------- | ---------------------------- | -------------------------- | -------------------- | ------------------------ | --------------------------------------- | --------- | ---------- |
| C.V. Melilla                          | Melilla Sport Capital        | Melilla                    | Melilla              | Salim Abdelkader         | Pabellón Javier Imbroda                 | 2.900     | Rasán      |
| Club Vóley Palma                      | Club Vóley Palma             | Palma de Mallorca          | Islas Baleares       | Genaro José López        | Palacio Municipal de Deportes Son Moix  | 5.076     | Hummel     |
| Club Voleibol Teruel                  | Pamesa Teruel Voleibol       | Teruel                     | Aragón               | Fabio Muraco             | Pabellón Municipal Los Planos           | 4.000     | Mercury    |
| Club Voleibol Emevé                   | Arenal Emevé                 | Lugo                       | Galicia              | José Valle               | Pabellón Municipal de Lugo              | 2.500     | Hummel     |
| Club Polideportivo Conqueridor        | Léleman Conqueridor Valencia | Valencia                   | Comunidad Valenciana | Marcos Dreyer            | Polideportivo UPV                       | 400       | Luanvi     |
| C.D. Voleibol Río Duero Soria         | Río Duero Soria              | Soria                      | Castilla y León      | Luís Alberto Toribio     | Pabellón Polideportivo de Los Pajaritos | 1.700     | Sport Tech |
| C.V. Manacor                          | Conectabalear CV Manacor     | Manacor                    | Islas Baleares       | Alexis González          | Na Capellera                            | 900       | Hummel     |
| Club Voleibol Almería                 | Unicaja Costa de Almería     | Almería                    | Andalucía            | Pablo Ruiz Rubio         | Pabellón Moisés Ruiz                    | 2.000     | Joma       |
| Club Voleibol Guaguas                 | CV Guaguas                   | Las Palmas de Gran Canaria | Canarias             | Sergio Miguel Camarero   | Gran Canaria Arena                      | 10.000    | Acerbis    |
| Club de Voleibol Sant Pere i Sant Pau | Tarragona SPiSP              | Tarragona                  | Cataluña             | Vladimir Stevovski       | Pabellón Municipal Sant Pere i Sant Pau | 3.800     |            |
| Club Voleibol San Roque               | CV San Roque                 | Las Palmas de Gran Canaria | Canarias             | Alberto Rodríguez Guerra | Polideportivo Municipal El Batán        | ¿?        |            |
| Cisneros Alter Tenerife               | Cisneros Alter Tenerife      | Santa Cruz de Tenerife     | Canarias             | Matías Guidolín          | Pabellón Juan Rios Tejera               | 2.850     |            |

## Clasificación

### Liga regular
|                                                                                                  | Equipo                       | Puntos | J  | G3 | G2 | P1 | P0 | SF | SC | PF   | PC   |
| ------------------------------------------------------------------------------------------------ | ---------------------------- | ------ | -- | -- | -- | -- | -- | -- | -- | ---- | ---- |
| 1                                                                                                | C. V. Guaguas                | 51     | 22 | 16 | 1  | 1  | 4  | 55 | 21 | 1814 | 1539 |
| 2                                                                                                | Grupo Herce Soria Voleibol   | 51     | 22 | 14 | 3  | 3  | 2  | 59 | 29 | 2048 | 1776 |
| 3                                                                                                | Leleman Conqueridor Valencia | 47     | 22 | 13 | 2  | 4  | 3  | 55 | 31 | 1983 | 1855 |
| 4                                                                                                | Conectabalear C. V. Manacor  | 46     | 22 | 11 | 6  | 1  | 4  | 57 | 31 | 2039 | 1872 |
| 5                                                                                                | Pamesa Teruel V.             | 43     | 22 | 13 | 1  | 2  | 6  | 50 | 33 | 1892 | 1834 |
| 6                                                                                                | Unicaja Costa de Almería     | 35     | 22 | 9  | 4  | 0  | 9  | 40 | 36 | 1707 | 1710 |
| 7                                                                                                | C. V. Melilla                | 35     | 22 | 10 | 1  | 3  | 8  | 44 | 39 | 1836 | 1741 |
| 8                                                                                                | Cisneros Alter Tenerife      | 30     | 22 | 8  | 1  | 4  | 9  | 42 | 46 | 1970 | 1953 |
| 9                                                                                                | Club Voleibol San Roque      | 27     | 22 | 9  | 0  | 0  | 13 | 32 | 43 | 1643 | 1758 |
| 10                                                                                               | Tarragona SPiSP              | 18     | 22 | 4  | 1  | 4  | 13 | 25 | 56 | 1676 | 1902 |
| 11                                                                                               | Arenal Emevé                 | 13     | 22 | 2  | 3  | 1  | 16 | 22 | 58 | 1626 | 1922 |
| 12                                                                                               | C. V. Palma                  | 0      | 22 | 0  | 0  | 0  | 22 | 8  | 66 | 1452 | 1824 |
| Fuente: Federación Española de Voleibol: Clasificación de la Superliga; actualización automática |                              |        |    |    |    |    |    |    |    |      |      |

### Playoff
|  | Cuartos de final | Cuartos de final            | Cuartos de final | Cuartos de final            | Cuartos de final |     |               | Semifinal                  | Semifinal | Semifinal | Semifinal | Semifinal |     |               | Final | Final | Final | Final | Final |  |
|  |                  |                             |                  |                             |                  |     |               |                            |           |           |           |           |     |               |       |       |       |       |       |  |
|  |                  |                             |                  |                             |                  |     |               |                            |           |           |           |           |     |               |       |       |       |       |       |  |
|  | 8.º              | Cisneros Alter Tenerife     | 0                | 1                           |                  |     |               |                            |           |           |           |           |     |               |       |       |       |       |       |  |
|  | 8.º              | Cisneros Alter Tenerife     | 0                | 1                           |                  |     |               |                            |           |           |           |           |     |               |       |       |       |       |       |  |
|  | 1.º              | C. V. Guaguas               | 3                | 3                           |                  |     |               |                            |           |           |           |           |     |               |       |       |       |       |       |  |
|  | 1.º              | C. V. Guaguas               | 3                | 3                           |                  | 1.º | C. V. Guaguas | 2                          | 3         | 3         |           |           |     |               |       |       |       |       |       |  |
|  |                  |                             |                  |                             |                  | 1.º | C. V. Guaguas | 2                          | 3         | 3         |           |           |     |               |       |       |       |       |       |  |
|  |                  |                             | 4.º              | Conectabalear C. V. Manacor | 3                | 0   | 2             |                            |           |           |           |           |     |               |       |       |       |       |       |  |
|  | 5.º              | Pamesa Teruel V.            | 4.º              | Conectabalear C. V. Manacor | 3                | 0   | 2             | 1                          | 0         |           |           |           |     |               |       |       |       |       |       |  |
|  | 5.º              | Pamesa Teruel V.            |                  |                             |                  |     |               |                            |           |           |           |           |     |               |       |       |       |       |       |  |
|  | 4.º              | Conectabalear C. V. Manacor | 3                | 3                           |                  |     |               |                            |           |           |           |           |     |               |       |       |       |       |       |  |
|  | 4.º              | Conectabalear C. V. Manacor | 3                | 3                           |                  |     |               |                            |           |           |           |           | 1.º | C. V. Guaguas | 3     | 3     | 3     |       |       |  |
|  |                  |                             |                  |                             |                  |     |               |                            |           |           |           |           | 1.º | C. V. Guaguas | 3     | 3     | 3     |       |       |  |
|  |                  |                             | 2.º              | Grupo Herce Soria Voleibol  | 0                | 0   | 0             |                            |           |           |           |           |     |               |       |       |       |       |       |  |
|  | 7.º              | C. V. Melilla               | 2.º              | Grupo Herce Soria Voleibol  | 0                | 0   | 0             | 3                          | 0         | 1         |           |           |     |               |       |       |       |       |       |  |
|  | 7.º              | C. V. Melilla               |                  |                             |                  |     |               |                            |           | 1         |           |           |     |               |       |       |       |       |       |  |
|  | 2.º              | Grupo Herce Soria Voleibol  | 2                | 3                           | 3                |     |               |                            |           |           |           |           |     |               |       |       |       |       |       |  |
|  | 2.º              | Grupo Herce Soria Voleibol  | 2                | 3                           | 3                |     | 2.º           | Grupo Herce Soria Voleibol | 3         | 3         |           |           |     |               |       |       |       |       |       |  |
|  |                  |                             |                  |                             |                  |     | 2.º           | Grupo Herce Soria Voleibol | 3         | 3         |           |           |     |               |       |       |       |       |       |  |
|  |                  |                             | 3.º              | UPV Leleman Conqueridor     | 2                | 1   |               |                            |           |           |           |           |     |               |       |       |       |       |       |  |
|  | 6.º              | Unicaja Costa de Almería    | 3.º              | UPV Leleman Conqueridor     | 2                | 1   | 2             | 1                          |           |           |           |           |     |               |       |       |       |       |       |  |
|  | 6.º              | Unicaja Costa de Almería    |                  |                             |                  |     |               |                            |           |           |           |           |     |               |       |       |       |       |       |  |
|  | 3.º              | UPV Leleman Conqueridor     | 3                | 3                           |                  |     |               |                            |           |           |           |           |     |               |       |       |       |       |       |  |
|  | 3.º              | UPV Leleman Conqueridor     | 3                | 3                           |                  |     |               |                            |           |           |           |           |     |               |       |       |       |       |       |  |
|  |                  |                             |                  |                             |                  |     |               |                            |           |           |           |           |     |               |       |       |       |       |       |  |